# 구룡마을

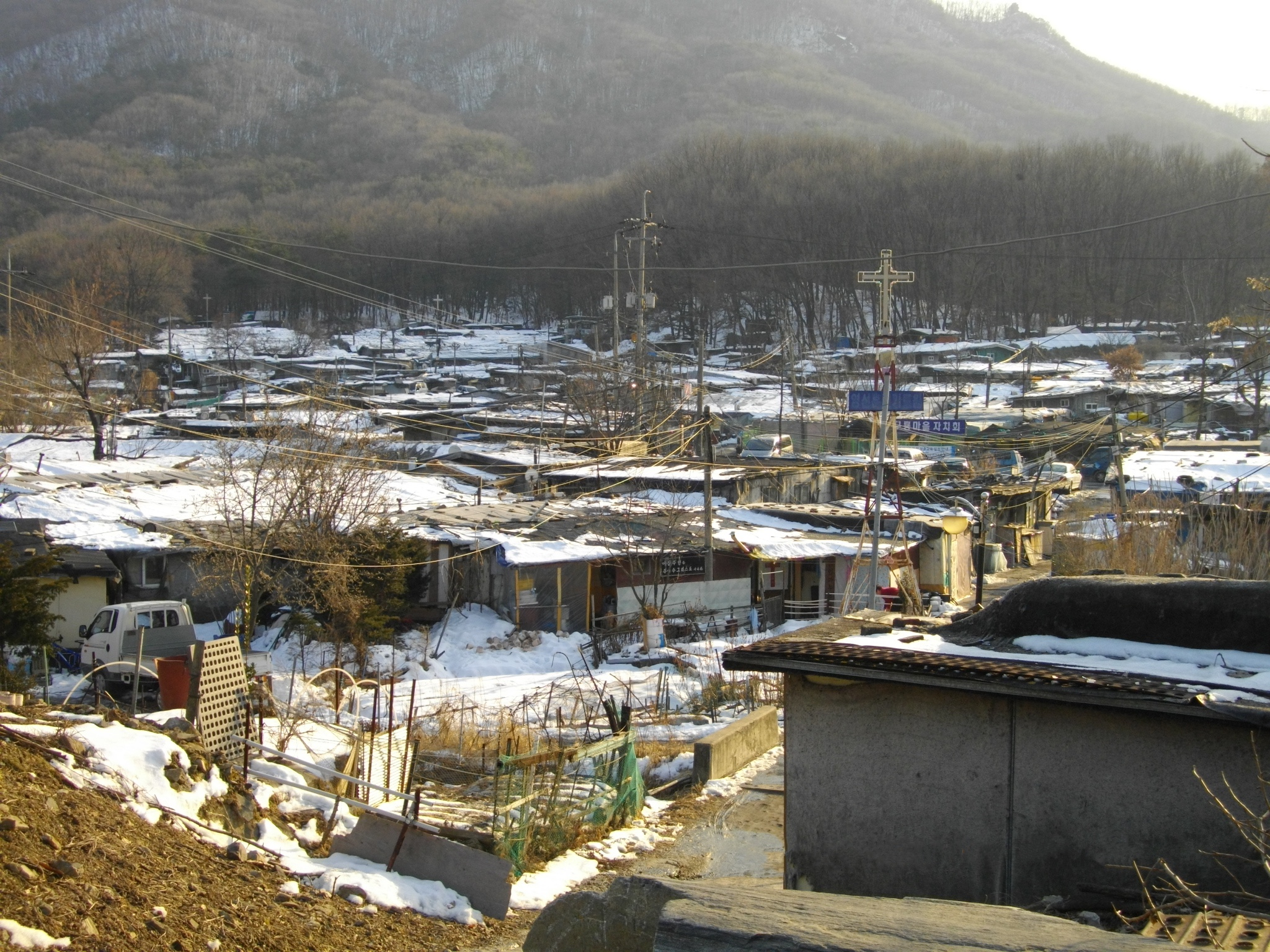
마을 전경

구룡마을은 서울특별시 강남구 개포동의 마을로 현재까지 남은 서울 강남 시골의 판자촌이다. 잇달아 화재가 발생하는 등 노후화되어 서울시에서는 재개발을 추진중이다. 무허가 주택이나 소송 끝에 전입 신고가 허용되고 있다. 구룡마을은 1980년대 말부터 도심의 개발에 밀려 오갈 데 없는 사람들이 하나 둘 모여서 형성된 무허가 판자촌으로, 현재 1,242가구에 약 2,530여명이 거주하고 있으며, 잦은 화재 등 재해에 노출되어 있을 뿐만 아니라, 오폐수 및 쓰레기 처리 관련 문제에 잦은 범죄까지 발생하는 등 생활환경이 매우 열악한 곳이었다.
서울특별시는 2014년 그동안 논란이 많았던 민영개발에 대해서는 개발이익 사유화에 따른 특혜논란, 사업부진시 현지 거주민들의 주거대책 미비로 사회적 문제가 발생할 소지가 있다고 보고, 이를 사전에 차단하기 위해 공정한 공공관리자의 역할을 수행할 수 있는 서울시 SH공사 주도의 공영개발로 도시개발 사업을 추진한다고 밝혔다.
서울시는 현지 거주민들이 재정착 할 수 있도록 1,250세대는 영구 및 공공임대아파트로 공급하여 주거대책을 마련해 주고, 개발이익은 공공에 재투자, 주위환경에 어울리는 친환경적 개발, 외부 투기세력을 차단한다는 정비원칙을 정했다고 덧붙였다. 구룡산 구룡마을의 개발범위는 252,777m2로, 임대 1,250세대, 분양 1,543세대, 총 2,793세대의 주택과 학교, 문화, 노인복지시설, 공공청사, 도로, 공원, 녹지 등을 조성할 계획이다.

## 개요
- 위치 : 서울특별시 강남구 개포2동 567번지 일대, 구룡산 자락에 위치
- 면적 : 322,046m2(자연녹지지역 - 도시자연공원 86,044m2 포함)
- 주거 및 토지현황: 2010년 12월 기준
  - 주거 : 무허가건축물 약 403동, 1,242가구
  - 인구 : 약 2,530명 거주
  - 토지 : 361필지, 소유자 508명(사유지 94,6%)
- 거주 현황 : 동년 12월 기준
  - 세대수 : 1,242가구
  - 기초생활수급자 : 151가구
  - 비주거시설 : 71가구
  - 거주지중 가장 오래된 집 준공연월일 : 1925.10.14

## 역사
구룡마을은 1925년 10월 14일에 처음 입주되었다. 1975년에 강남구가 독립되고 1980년대 중반에 구룡마을이 형성되고 1988년 이후부터 오갈데가 없는 도시빈민층 주민이 하나 둘 모여들어 생긴 판자촌이다. 구룡마을에서 타워팰리스 단지를 볼 수 있다.
2008년 8월, 민간사업자는 토지주 및 거주민 동의받아 도시개발구역 지정 제안했고 2011년 3월 강남구는 제안자에게 보완 지시하였고 5월 강남구는 도시개발구역 지정 제안서 반려 통보했다. 2012년 6월 서울시 도시계획위원회 도시개발구역 지정(안) 가결했고 8월 개포 구룡마을 도시개발구역 지정 고시했다. 2013년 1월 구룡마을 정책협의체 본회의 출범했다. (서울시, 강남구, SH공사, 전문가, 주민대표, 토지주대표) 2014년 6월~7월 강남구청은 SH공사의 개발계획(안) 수립제안 요청 2차례 반려고 8월 도시개발구역 해제 및 고시, 토지주 공동으로 강남구에 도시개발구역 지정 제안했고 10월 강남구는 토지주 공동제안서 반려하고 12월 서울시는 사업 재추진을 발표했다. 2015년에 철거가 시작되었고 동년 2월에 주민자치회관이 철거되었다. 2016년 11월 서울시 도시계획위원회 수정가결했고 2017년 1월 개포 구룡마을 도시개발사업 사업시행자 지정을 공시했다. 이후에 계획이 있으며 2018년에 철거되기로 예정됐으나 현재까지도 공사가 진행되고 있지 않다.

## 사건 및 사고

### 2014년 화재

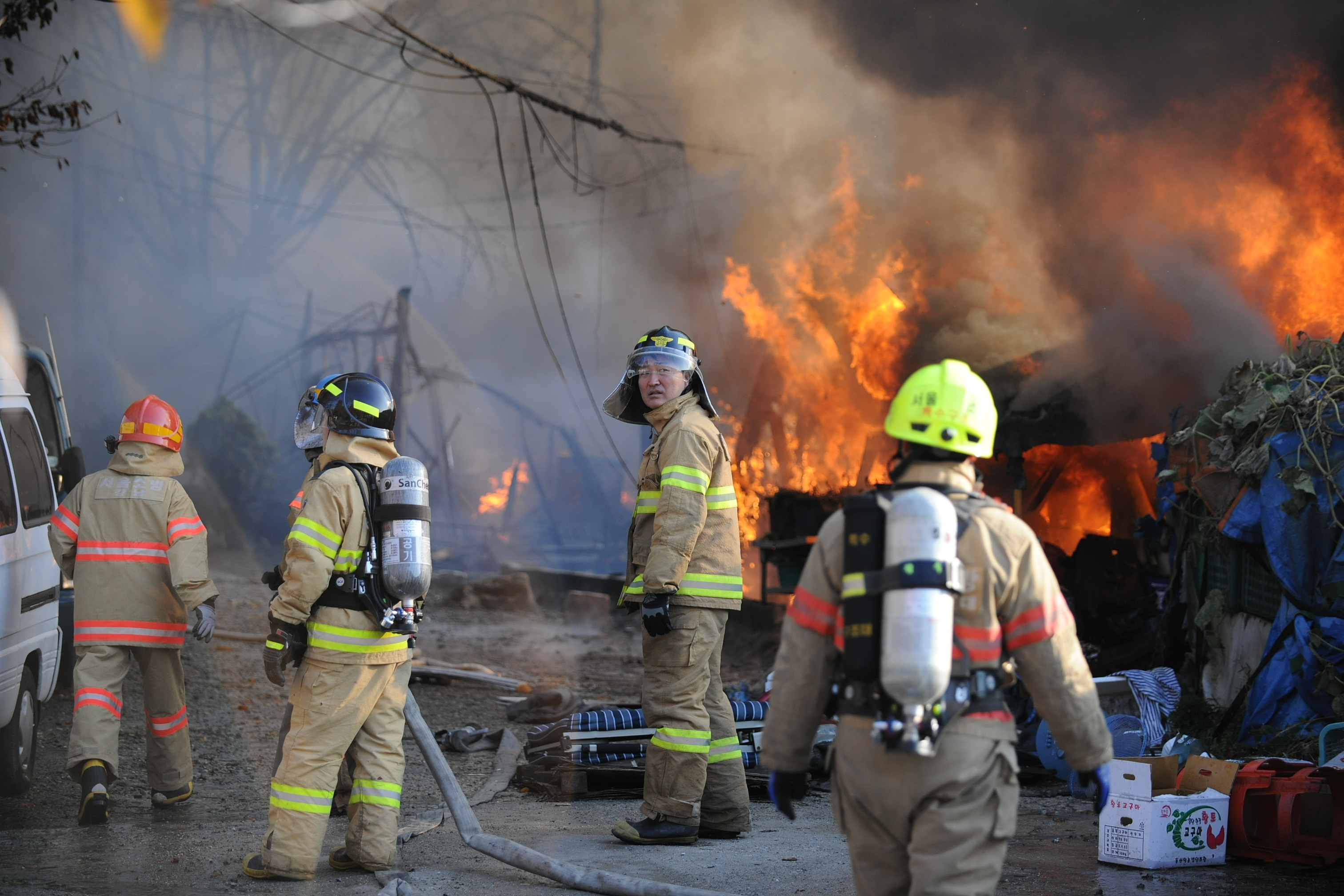
2014년 11월 9일 화재 소방 활동

2014년 11월 9일에 대형 화재가 발생하였다. 강남구에 따르면 불은 7B지구에서 처음 발생해 8지구 전역까지 확산됐고 오후 3시 34분, 진화됐다. 이날 화재로 인해 70대 남성 한 명이 숨졌고 구룡마을 58,080m2 중 900m2와 무허가주택 16동 63세대가 불에 타 총 136명의 이재민이 났다.

### 2017년 화재
2017년 3월 29일 오전 8시 52분에도 화재가 발생했다. 소방당국에 따르면 강남구 구룡마을 제7B지구 소망교회에서 원인불명인 불이 났다. 화재 발생 1시간 40분만에 큰 불길이 잡혔고 30여가구의 주민들을 대피시켰다. 70대 남성이 연기를 흡입해 병원으로 옮겨졌다.

### 2023년 화재
2023년 1월 20일 구룡마을 4구역에서 처음 발화하였으며, 주민 500여명이 긴급 대피하였다. 이 화재의 여파로 인해 주택 60채가 전소되었고 44가구에서 62명의 이재민이 발생하였다.

## 갤러리

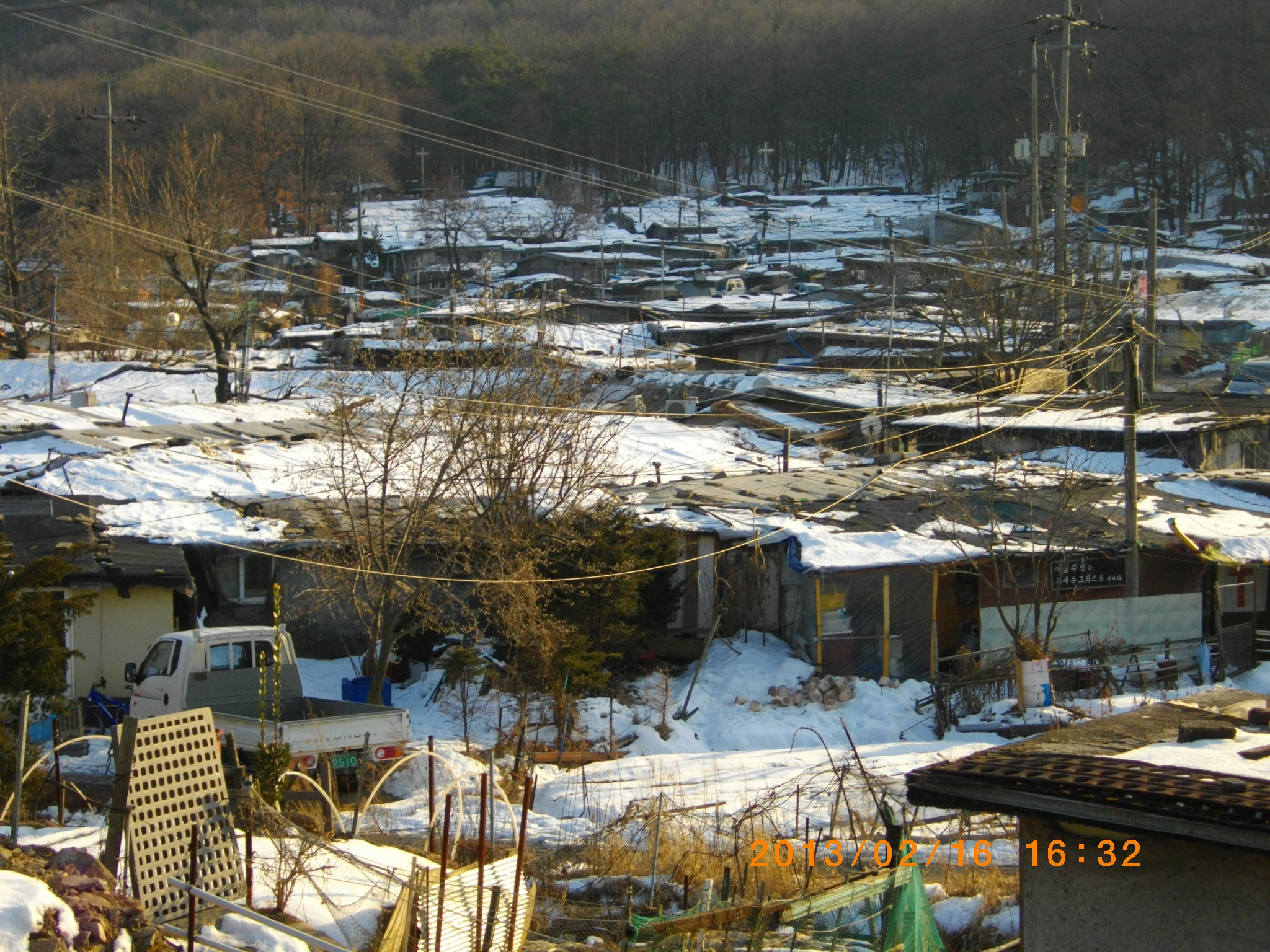
2013년 2월 16일 구룡마을의 모습
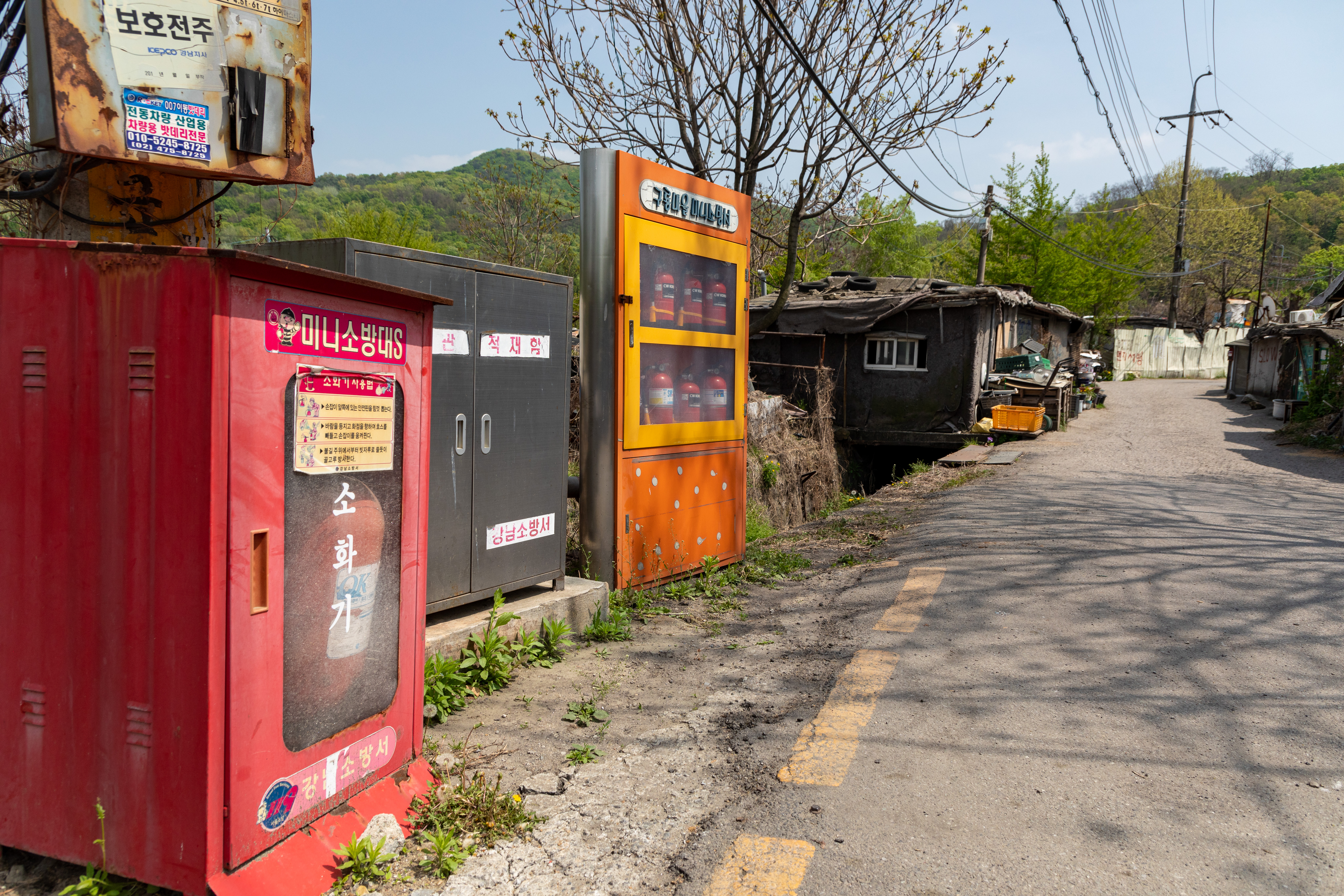
구룡마을 소화설비
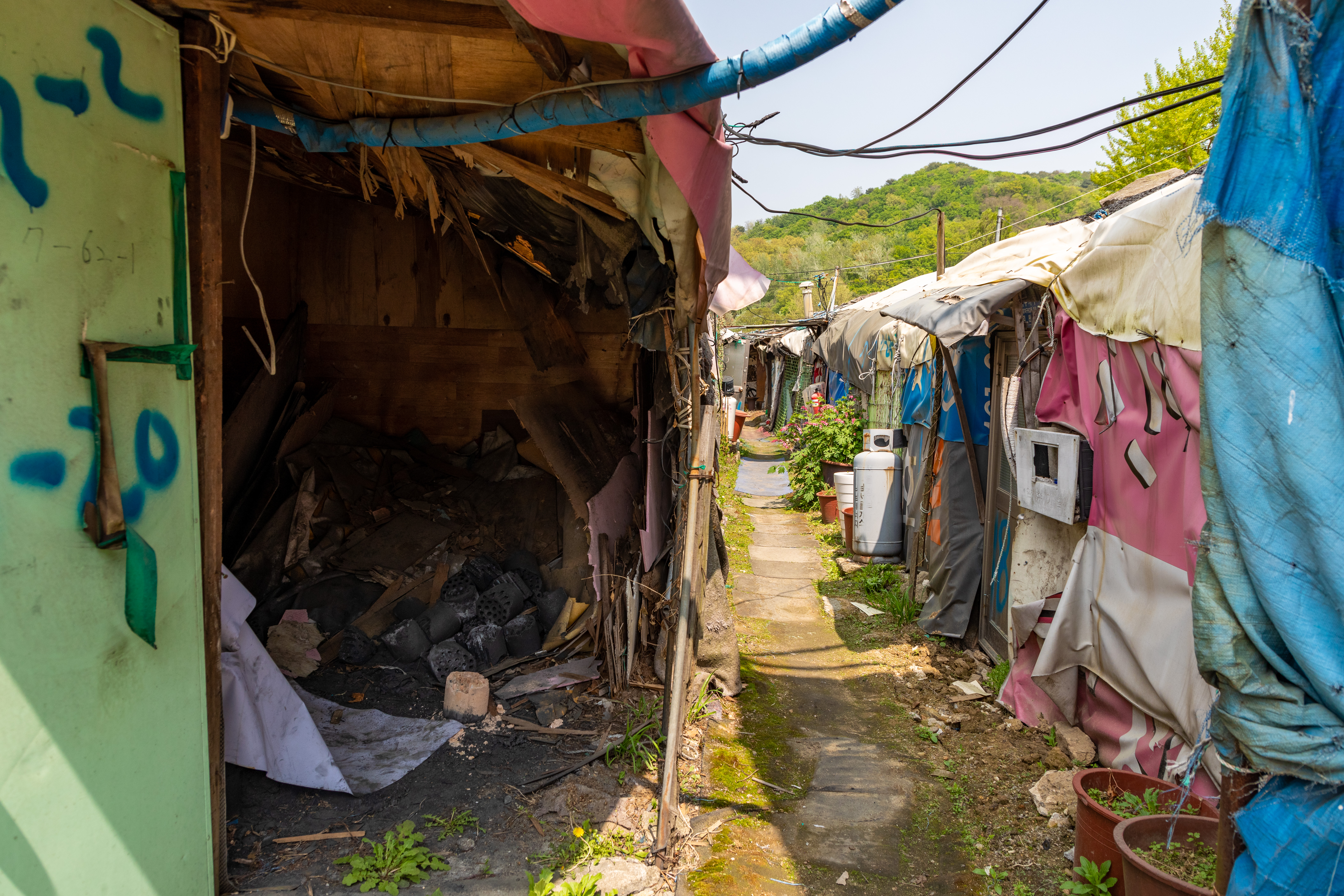
구룡마을 숯불연탄 창고와 동네
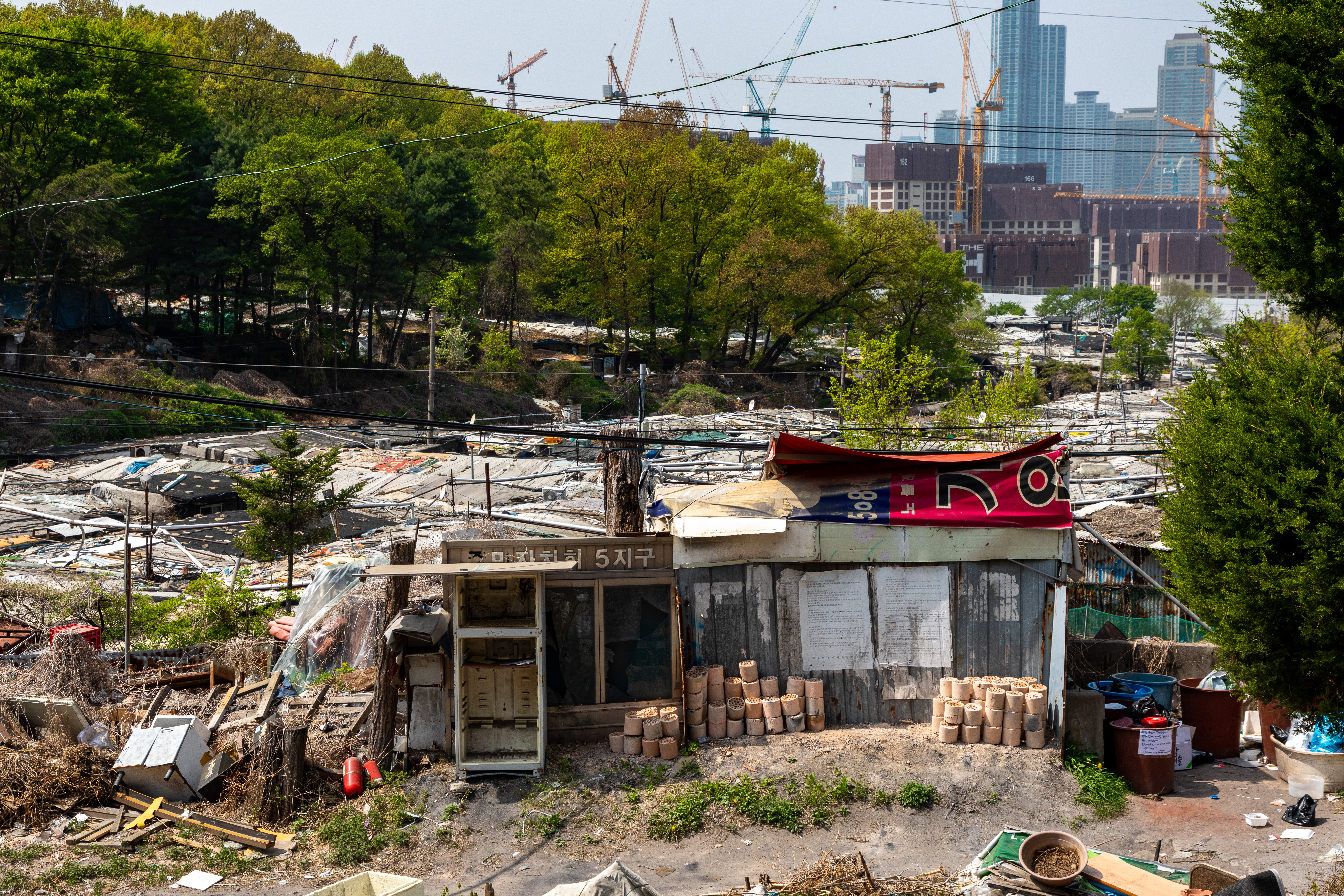
마을 옥상 너머로 보이는 풍경
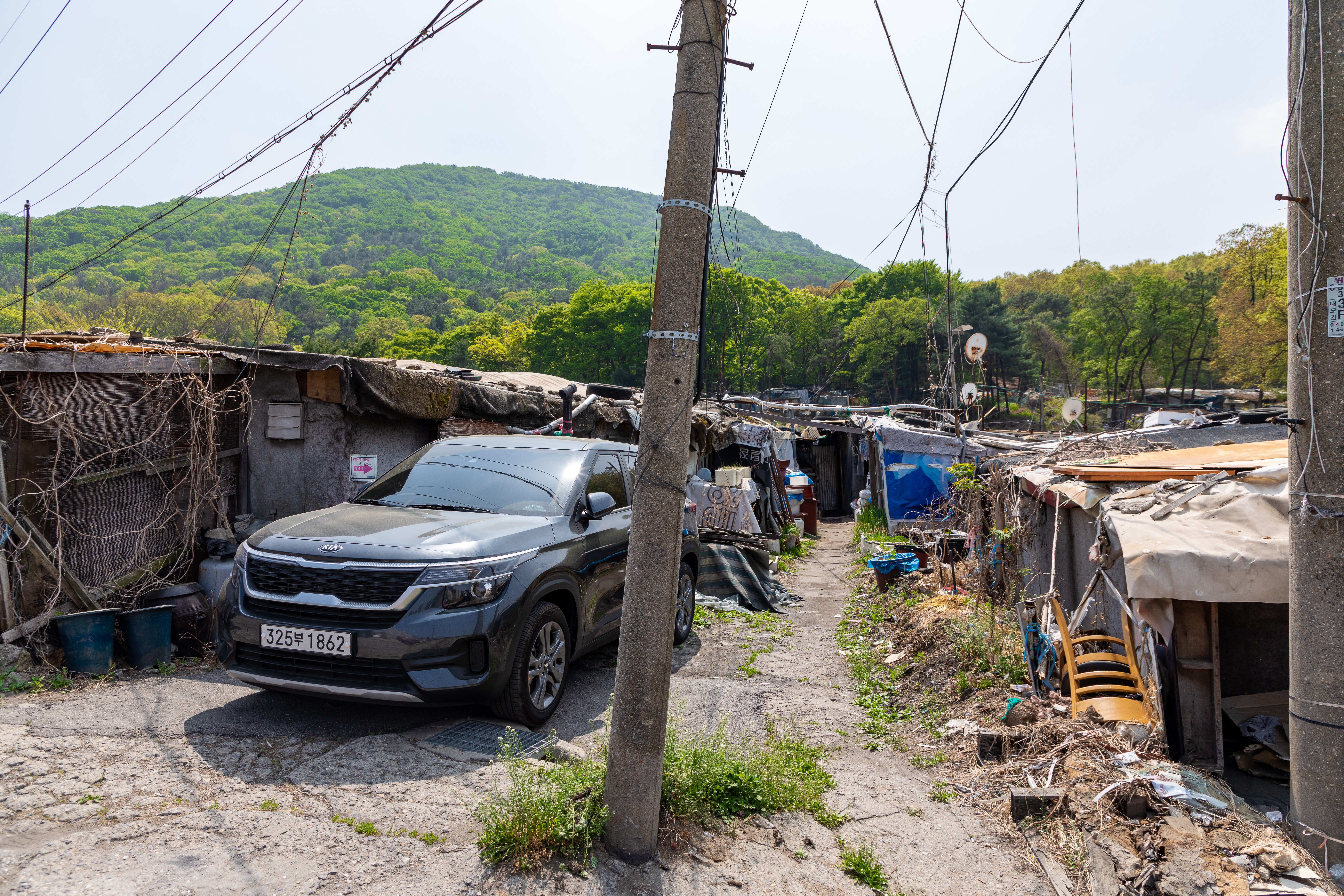
구룡마을의 화려한 기아
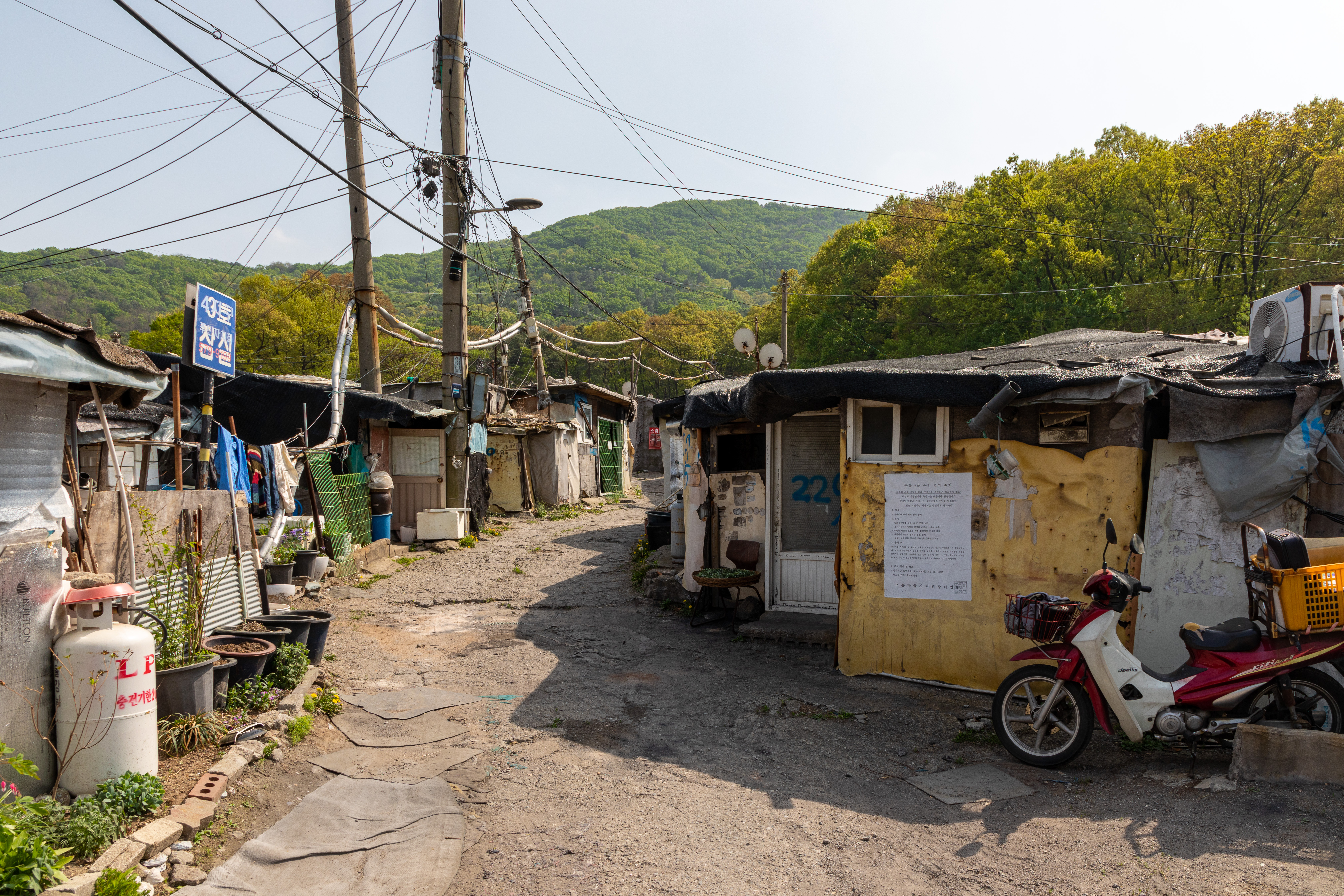
구룡마을 골목

## 같이 보기
- 구룡산
- 구룡터널